# Chicago Boys
Chicago Boys var en grupp unga chilenska ekonomer som de flesta var utbildade vid University of Chicago under ledning av Milton Friedman och Arnold Harberger eller vid dess filial vid den nationalekonomiska institutionen på Pontificia Universidad Católica de Chile, och de lät sig i mycket inspireras av idéer presenterade av Milton Friedman och Friedrich August von Hayek. Gruppens utbildningen var ett resultat av Chile Project organiserad av det amerikanska utrikesdepartementet, finansierat av Ford Foundation på 1950-talet, som hade till syfte att påverka det chilenska ekonomiska tänkandet, men fram till och med 1970-talet hände inte mycket inom projektet.
Idéerna som Chicago Boys presenterat befanns sig långt ifrån det chilenska politiska och ekonomiska tänkandet vid tiden, men under Augusto Pinochets militärdiktatur blev gruppen inflytelserik i utformningen av ekonomiska och socialpolitiska frågor. De menade att fria ekonomier var överlägsna och för att uppnå det måste staten privatisera och avreglera marknader samt skära ner i den offentligt finansierade välfärdssektorn. Tack vare de förutsättningar diktaturen gav kunde de unga ekonomerna genomföra sin ekonomiska politik utan att behöva oroa sig om att förlora makten i demokratiska val. Såväl kritiker som förespråkare av reformerna ser implementerandet av de ekonomiska teorierna i Chile som ett viktigt försök att under verkliga förhållande studera effekterna av en konkretiserad monetaristisk och nyliberal ekonomisk teori i praktiken. 
Milton Friedman har beskrivit Augusto Pinochets stöd för marknadsliberalismen och viljan att sjösätta de reformer som förordats av Chicago boys för Miracle of Chile (sv. det chilenska undret).
Juan Gabriel Valdés, Chiles utrikesminister på 1990-talet, har beskrivit Chile Project som a striking example of an organized transfer of ideology from the United States to a country within its direct sphere of influence... the education of these Chileans derived from a specific project designed in the 1950s to influence the development of Chilean economic thinking. Han betonade att they introduced into Chilean society ideas that were completely new, concepts entirely absent from the "ideas market".